# Rebutia brunnescens
Rebutia brunnescens ist eine Pflanzenart in der Gattung Rebutia aus der Familie der Kakteengewächse (Cactaceae). Das Artepitheton leitet vom lateinischen Wort brunnescens für ‚bräunlich‘ ab. Die Art wurde ursprünglich in der falschen Schreibweise Rebutia brunescens erstbeschrieben.

## Beschreibung
Rebutia brunnescens wächst einzeln mit dunkelgrünen, bräunlich violett überhauchten Körpern. Die Körper erreichen Durchmesser von bis zu 5 Zentimetern. Über die Wurzeln ist nichts bekannt. Die 13 bis 14 Rippen sind deutlich in gerundete Höcker gegliedert. Die darauf befindlichen ovalen Areolen sind bräunlich. Die Dornen sind bräunlich, an ihrer Spitze und der Basis etwas dunkler. Ihre Basis ist etwas verdickt. Die bis zu 2 Mitteldornen, die auch fehlen können, sind bis 10 Millimeter lang. Die 11 bis 13 Randdornen sind ineinander verwoben.
Die roten Blüten haben einen weißlichen Schlund. Sie werden bis 4 Zentimeter lang. Die kugelförmigen Früchte sind bräunlich.

## Verbreitung und Systematik
Rebutia brunnescens ist in Bolivien im Departamento Chuquisaca im Gebiet um Tarabuco in Höhenlagen von 3400 bis 3500 Metern verbreitet, wo sie in der Puna-Vegetation wächst.
Die Erstbeschreibung durch Walter Rausch wurde 1972 veröffentlicht.

## Nachweise